# Fosfomicină
Fosfomicina (cu denumirea comercială Monural ) este un antibiotic cu spectru larg de activitate utilizat în tratamentul infecțiilor de tract urinar (în principal cistite) acute, necomplicate la femei. Călea de administrare disponibilă este cea orală.

## Reacții adverse
Următoarele reacții adverse au fost raportate la administrarea de fosfamicină:
Frecvente (afectează mai puțin de 1 din 10 utilizatori):
- inflamații ale vulvei și vaginului (vulvovaginite),
- amețeli,
- durere de cap,
- diaree,
- greață,
- indigestie.

Mai puțin frecvente (afectează mai puțin de 1 din 100 utilizatori):
- scăderea poftei de mâncare,
- amorțeală și furnicături în mâini și picioare,
- vărsătură,
- durere abdominală,
- balonare
- erupție cutanată de culoare roșie,
- erupție cutanată sub formă de pete roșii însoțită sau nu de mâncărime (urticarie ),
- mâncărimea pielii,
- oboseală marcată.

Rare (afectează mai puțin de 1 din 1000 utilizatori):
- bătăi regulate dar rapide ale inimii.